# Нова Гребля (станція)
Нова Гребля — колишня лінійна станція Південно-Західної залізниці (Україна), розташовувалася на дільниці Калинівка I — Андрусове між зупинними пунктами Польова Лисіївка (відстань — 6 км) і Сопин (12 км). Відстань до ст. Калинівка I — 17 км, до з.п. Андрусове — 36 км.
Відкрита 1871 року.
Рух поїздів, що сполучали Вінницю і Калинівку з Погребищем та Уманню, було припинено у 1980-х рр.